# 索莫斯級驅逐艦
索莫斯級驅逐艦(Somers class destroyer)是美國在二次大戰前建造的領導驅逐艦，共建造5艘。她們是波特級驅逐艦的改良型，經由輪機變更空出空間多裝設一座魚雷發射管。二次大戰期間除桑普森號以外全部派往大西洋戰線，沃靈頓號在加勒比海遭遇颶風沈沒，其他的都存活到戰後並於1946年解體。

## 背景
1930年倫敦海軍條約規定超過1500噸級的大型驅逐艦總排水量不得超過各國驅逐艦總排水量的16%，並且驅逐艦最大不得超過1850噸，因此美國計劃建造13艘達到此最大排水量的大型驅逐艦，前8艘是波特級。隨著科技進步，較晚期的艦艇計劃改用新墨西哥級開始採用的高溫高壓鍋爐，並在格里德利級實證以後，本級決定以此種動力系統重新設計，因此本級僅一支煙囪，這是和波特級最大的差異。減省空間加上廢除波特級的三角桅和後部指揮所以後，騰出了空間得以安放多一座魚雷發射管，因此其中線可以有12條魚雷發射線，可說是美國驅逐艦中，單側魚雷數量最多的一級。
然而這樣重武裝的結果，也造成重心過高。各艦後來進行了改裝，拆除了第3砲塔以容納40mm對空機砲。也有部份最終和波特級的部份一樣，改造成兩座雙連裝，一座單裝的高平兩用砲。

## 武裝及性能

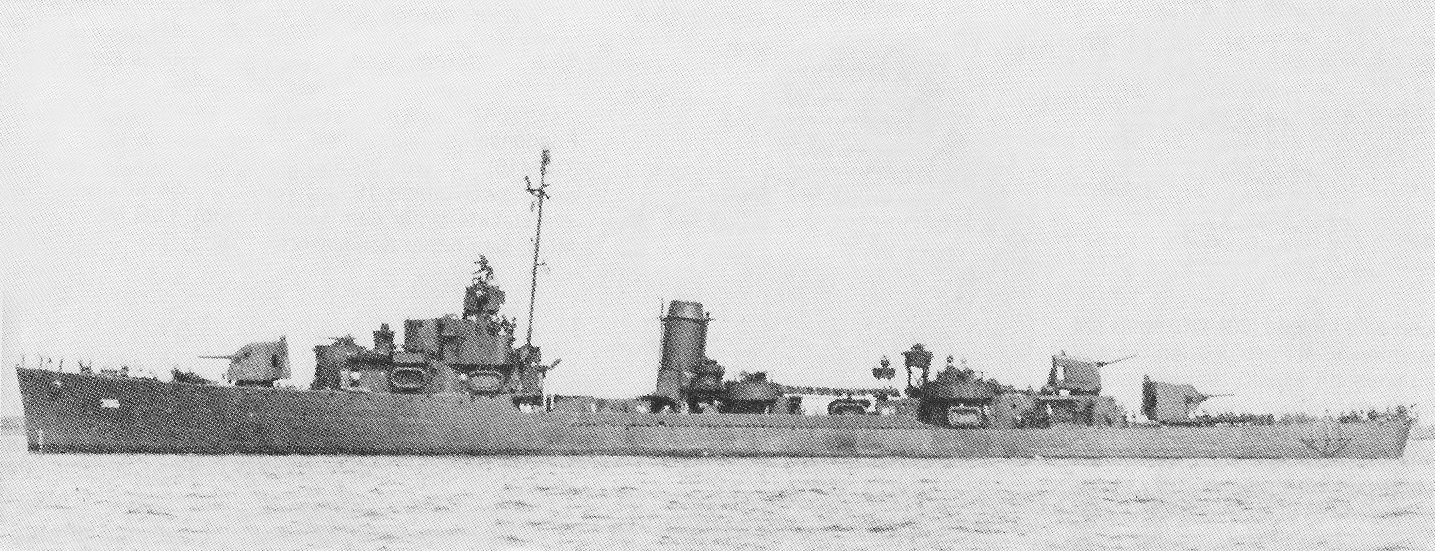
1945年時的朱厄特號,可和上圖對比

本級的主砲和其他驅逐艦相同，都是 Mk.12 型38倍徑砲，共8門。但為了減輕重量，本級的主砲僅能平射，高射由.50機槍和1.1吋砲補足。在1930年，這樣的防空火力被應為是足夠的。進入二次大戰後，為了加強防空火力，首先將第三砲塔拆除改裝40mm機砲。本級全部都接受了這種改造。
部份艦隻後來將主砲改裝為高平兩用，將第一和第四砲塔改為如同基靈級驅逐艦雙聯裝砲塔，第三砲塔改為和佛萊契爾級一樣的單裝，第二砲塔則拆除改為波佛斯40公釐高射砲及厄利孔20毫米機砲。

## 歷史
本級各艦除了桑普森號以外全部派往大西洋方面，並參與船團護航以及諾曼第登陸支援。桑普森號則主要是在東南太平洋以及南太平洋一帶執行船團護航的任務，並參與了比亞克島登陸支援任務，之後在1944年底轉派大西洋。

## 同級艦
| 艦名     | 舷號   | 建造者         | 開工日期       | 下水日期      | 服役日期      | 除役日期       | 結局                                          |
| -------- | ------ | -------------- | -------------- | ------------- | ------------- | -------------- | --------------------------------------------- |
| 索莫斯號 | DD-381 | 聯邦造船，卡尼 | 1935年6月27日  | 1937年3月13日 | 1937年12月1日 | 1945年10月28日 | 1947年1月除籍，並在3月作為廢鋼出售            |
| 沃靈頓號 | DD-383 | 聯邦造船，卡尼 | 1935年10月10日 | 1937年5月15日 | 1938年2月9日  | 不適用         | 1944年9月13日，在巴哈馬北部一場熱帶氣旋中沉沒 |
| 桑普森號 | DD-394 | 巴斯鋼鐵廠     | 1936年4月8日   | 1938年4月16日 | 1938年8月19日 | 1945年11月1日  | 1945年11月退役並除籍，1946年3月作為廢鋼出售   |
| 戴維斯號 | DD-395 | 巴斯鋼鐵廠     | 1936年7月28日  | 1938年7月30日 | 1938年11月9日 | 1945年10月19日 | 1947年11月出售                                |
| 朱厄特號 | DD-396 | 巴斯鋼鐵廠     | 1936年3月26日  | 1938年9月24日 | 1939年1月25日 | 1945年11月1日  | 1946年拆解                                    |